# Thomas Thiemeyer
Thomas Thiemeyer (1963) es un ilustrador y escritor alemán. Sus libros siguen en la tradición de la literatura del género fantastique, y a menudo tratan del descubrimiento de culturas antiguas y amenazas por poderes misteriosos. En este estilo, también ha publicado varias novelas juveniles con mucho éxito en Alemania.
Estudió arte y geología en Colonia. Su primer libro infantil lo publicó en 1989 la editorial Ravensburger. Para esta editorial también trabajó como consejero gráfico. Dos años más tarde se convirtió en artista autónomo. Como tal, ilustró juegos, libros infantiles, portadas de libros y mucho más. Entre otros ha trabajado para Heyne Verlag, Arena, Fantasy Productions, Beltz & Gelberg, HarperCollins, Random House and Wizards of the Coast. Recientemente ha colaborado con el director del cine americano Darren Aronofsky. Ha recibido varios premios Kurd Lasswitz y Deutscher Phantastik Preis.
Su primera novela, "Medusa", publicada en 2004 por Droemer Knaur, fue un éxito internacional. Después ha publicado varias otras novelas. Su obra se ha traducido en diversos idiomas como el inglés, español, holandés, checo, polaco, ruso, ucraniano, coreano, italiano, turco, chino, portugués o el esloveno.
Thomas Thiemeyer vive en Stuttgart con su mujer y sus dos hijos.

## Novelas

### Medusa
La investigadora Hannah Peter hace un extraño descubrimiento: una escultura de Medusa escultura, con extremidades en forma de serpiente y un ojo ciclópeo, que lleva a una profunda cueva en las montañas, donde se encuentra un objeto asombrosamente bello e increíblemente peligroso. A un equipo de la Sociedad Geográfica Nacional se le asigna buscar este tesoro. Junto con Chris, el climatólogo del grupo, Hannah descubre el origen y al propio tiempo el fin de una antigua cultura.

### Reptilia
ISBN 9788496633063
El joven genetista David Astbury recibe una petición de ayuda de la madre de una amiga de juventud, Emily. Su hija ha desaparecido durante una expedición en el Congo. La expedición tenía como objetivo la búsqueda de Mokèlé-mbèmbé, el último superviviente de la era de los dinosaurios. David se prepara para ir a las profundidades de la jungla del Congo, acompañado por un biólogo nativo y dos cazadores de caza mayor. Cuándo buscan al antoguo reptil en el lago Télé, los acontecimientos se precipitan. El reptil es la clave de un secreto genético que podría cambiar para siempre el la vida en la Tierra.

### Magma, un viaje trepidante al abismo más profundo de la Tierra
ISBN 9788492967315
La sismóloga Ella Jordan recibe noticias sobre unas extrañas señales que se recibiben en medio del Pacífico, edemasiado regulares para tener una origen natural. Su origen está a unos 10,000 metros de profundidad en la fosa de las Marianas. La Doctora Jorda deja entonces todo para unirse a un equipo de investigadores que se dirigen allí en el submarino más avanzado en el mundo. viaja acompañada de una tripulación japonesa, un atractivo oficial de la marina norteamericana y un profesor suizo un poco sombrío, Konrad Martin. Ella se sumerge en lugar más profundo de la Tierra y apenas escapa al desastre: encuentran una roca gigantesca y perfectamente redonda que reacciona a sus sondeos con un rayo de calor mortífero. Lo que casi nadie sabe es que una montaña de Suiza hay un laboratorio subterráneo donde los científicos están trabajando en un roca similar pero más pequeña, encontrada décadas antes junto al cadáver de un geólogo. Repentinamente nuevas señales son detectadas: primero en el Polo Norte, luego Rusia, Australia, y la  Antártida. Ella y Konrad Martin encuentran rocas de este tipo por todas partes. Cuando las rocas comienzan a enviar señales simultáneamente las ondas sísmicas resultantes son tan fuertes que provocan terremotos y volcanoes, y eso es solo el principio. Comienza una cuenta atrás hacia el desastre. Entonces Ella acepta la terrible verdad. Esa amenaza no proviene este mundo.

### Nebra
Los pueblos y hoteles cercanos a las montañas Brocken y Harz se están preparando para la noche de Walpurgis. Hacia allí es donde se dirige la arqueóloga Hannah Peters, con el fin de examinar el misterioso disco celeste de Nebra, un hallazgo espectacular de la  Edad del Bronce. Lo que no sabe es que el disco es deseado por una oscura secta. Acechando desde las cuevas de Harz, han esperado desde hace mucho tiempo para celebrar un ritual destructivo. Hannah es arrastrada más y más hacia la secta y pronto unos extraños fenómenos celestiales anuncian la noche de Walpurgis, que nunca terminará.

### Korona
La investigadora de gorilas Amy Walker tiene pesadillas desde que un miembro de su equipo desapareciera misteriosamente. Irónicamente, un exconvicto se une al equipo y nadie confia en él excepto los gorilas. Cuando el equipo, a pesar de actividad solar amenazante y extraño fenómenos de meteorológicos, viaja a las montañas Rwenzori para localizar a unas personas desaparecidas comienza una aventura que llevará Amy hasta los límites de su mente.

### Otras obras
- La ciudad del raineaters
- El palacio de Poseidón

## Premios
- 1989 lista de selección a Deutscher Jugendliteraturpreis. "Das große Buch der Saurier" Ravensburger Casa editorial
- 1998 Kurd-Laßwitz-Preis para mejor envelope ilustración. "Auf zwei Planeten" Heyne-Verlag
- 2002 Kurd-Laßwitz-Preis para mejor envelope ilustración. "Búsqueda" Heyne-Verlag
- 2003 Kurd-Laßwitz-Preis para mejor envelope ilustración. "Júpiter" Heyne-Verlag
- 2004 Kurd-Laßwitz-Preis para mejor envelope ilustración. "Asteroidenkrieg" Heyne-Verlag
- 2006 Kurd-Laßwitz-Preis para mejor envelope ilustración. "Dado Legende von Eden und andere Visionen" Shayol
- Deutscher Phantastik-Preis 2006